# Bulgan (thành phố)
Bulgan (tiếng Mông Cổ: Булган) là tỉnh lị của tỉnh Bulgan tại Mông Cổ. Sum Bulgan có dân số năm 2005 là 11.984 người (riêng khu vực đô thị là 10.878), trong 12.323 dân của sum năm 2008, dân số đô thị là 11.198 người. Đô thị nằm trên địa điểm Tu viện Phật giáo Daichin Wangiin Khüree trước kia. Bulgan nằm trên độ cao 1.208 mét (3.963 ft) và cách Ulan Bator 468 kilômét (291 mi).

## Lịch sử
Đô thị Bulgan được thành lập từ năm 1938. Một điểm quân sự từng nằm tại phía nam Bulgan từ năm 1921 và nay đã được chuyển đổi thành một bảo tàng. Một trong số các tòa nhà trong bảo tàng được sử dụng để làm cửa hàng trước năm 1921 có tuổi đời từ năm 1668. Người Mông Cổ đầu tiên được bay lên không gian, J. Gurragchaa, được sinh ra tại Bulgan vào năm 1947.
Có thể trông thấy Lăng Khatanbaatar Magsarjav (một anh hùng dân tộc đã lãnh đạo đội quân của ông giải phóng đô thị Khovd từ Trung Quốc năm 1912) trên một ngọn đồi ở tây nam của Bulgan. Dashchoinkhorlon Khiid là một tu viện được xây dựng lại vào năm 1992. Tu viện trước đó có tên Bangiin Khuree từng là nơi cư ngụ của 1000 sư thầy nhưng đã bị Khorloogiin Choibalsan ra lệnh phá hủy năm 1937 trong một phong trào thanh trừng Phật giáo của những người cộng sản Mông Cổ cầm quyền.

## Giao thông
Sân bay Bulgan (UGA/ZMBN) có một đường băng không trải nhựa và có các chuyến bay thường kỳ đến Ulan Bator, Khovd, và Mörön. Bulgan cũng có thể kết nối với Erdenet và tới Ulan Bator bằng đường bộ.

## Khí hậu
Bulgan có một khí hậu cận Bắc cực theo Köppen Dwc với một mùa đông dài, khô, rất lạnh và một mùa hè ngắn và ấm.
| Dữ liệu khí hậu của Bulgan               | Dữ liệu khí hậu của Bulgan | Dữ liệu khí hậu của Bulgan | Dữ liệu khí hậu của Bulgan | Dữ liệu khí hậu của Bulgan | Dữ liệu khí hậu của Bulgan | Dữ liệu khí hậu của Bulgan | Dữ liệu khí hậu của Bulgan | Dữ liệu khí hậu của Bulgan | Dữ liệu khí hậu của Bulgan | Dữ liệu khí hậu của Bulgan | Dữ liệu khí hậu của Bulgan | Dữ liệu khí hậu của Bulgan | Dữ liệu khí hậu của Bulgan |
| Tháng                                    | 1                          | 2                          | 3                          | 4                          | 5                          | 6                          | 7                          | 8                          | 9                          | 10                         | 11                         | 12                         | Năm                        |
| ---------------------------------------- | -------------------------- | -------------------------- | -------------------------- | -------------------------- | -------------------------- | -------------------------- | -------------------------- | -------------------------- | -------------------------- | -------------------------- | -------------------------- | -------------------------- | -------------------------- |
| Cao kỉ lục °C (°F)                       | 6.9 (44.4)                 | 11.5 (52.7)                | 17.9 (64.2)                | 27.2 (81.0)                | 35.7 (96.3)                | 34.0 (93.2)                | 33.5 (92.3)                | 31.4 (88.5)                | 29.0 (84.2)                | 24.4 (75.9)                | 14.0 (57.2)                | 10.9 (51.6)                | 35.7 (96.3)                |
| Trung bình ngày tối đa °C (°F)           | −12.4 (9.7)                | −9.2 (15.4)                | 0.7 (33.3)                 | 9.7 (49.5)                 | 18.0 (64.4)                | 22.1 (71.8)                | 22.7 (72.9)                | 21.1 (70.0)                | 16.1 (61.0)                | 8.3 (46.9)                 | −2.7 (27.1)                | −10.4 (13.3)               | 7.0 (44.6)                 |
| Trung bình ngày °C (°F)                  | −20.5 (−4.9)               | −18.1 (−0.6)               | −8.5 (16.7)                | 1.0 (33.8)                 | 9.1 (48.4)                 | 14.2 (57.6)                | 15.9 (60.6)                | 13.9 (57.0)                | 7.2 (45.0)                 | −0.8 (30.6)                | −10.8 (12.6)               | −17.8 (0.0)                | −1.3 (29.7)                |
| Tối thiểu trung bình ngày °C (°F)        | −26.5 (−15.7)              | −24.9 (−12.8)              | −16.2 (2.8)                | −6.6 (20.1)                | 0.1 (32.2)                 | 6.0 (42.8)                 | 9.5 (49.1)                 | 7.2 (45.0)                 | 0.3 (32.5)                 | −7.6 (18.3)                | −17.4 (0.7)                | −23.8 (−10.8)              | −8.3 (17.1)                |
| Thấp kỉ lục °C (°F)                      | −41 (−42)                  | −39.3 (−38.7)              | −34.1 (−29.4)              | −22.2 (−8.0)               | −12.8 (9.0)                | −8.0 (17.6)                | −0.2 (31.6)                | −4.5 (23.9)                | −11.8 (10.8)               | −28.2 (−18.8)              | −34.1 (−29.4)              | −38.9 (−38.0)              | −41 (−42)                  |
| Lượng Giáng thủy trung bình mm (inches)  | 1.4 (0.06)                 | 2.0 (0.08)                 | 3.1 (0.12)                 | 10.9 (0.43)                | 22.7 (0.89)                | 52.6 (2.07)                | 71.3 (2.81)                | 63.8 (2.51)                | 32.5 (1.28)                | 12.4 (0.49)                | 3.8 (0.15)                 | 1.9 (0.07)                 | 278.4 (10.96)              |
| Số ngày giáng thủy trung bình (≥ 1.0 mm) | 0.4                        | 0.5                        | 1.3                        | 3.0                        | 4.0                        | 8.4                        | 12.9                       | 10.4                       | 4.9                        | 2.9                        | 1.3                        | 0.7                        | 50.7                       |
| Nguồn: NOAA                              |                            |                            |                            |                            |                            |                            |                            |                            |                            |                            |                            |                            |                            |

## Hình ảnh

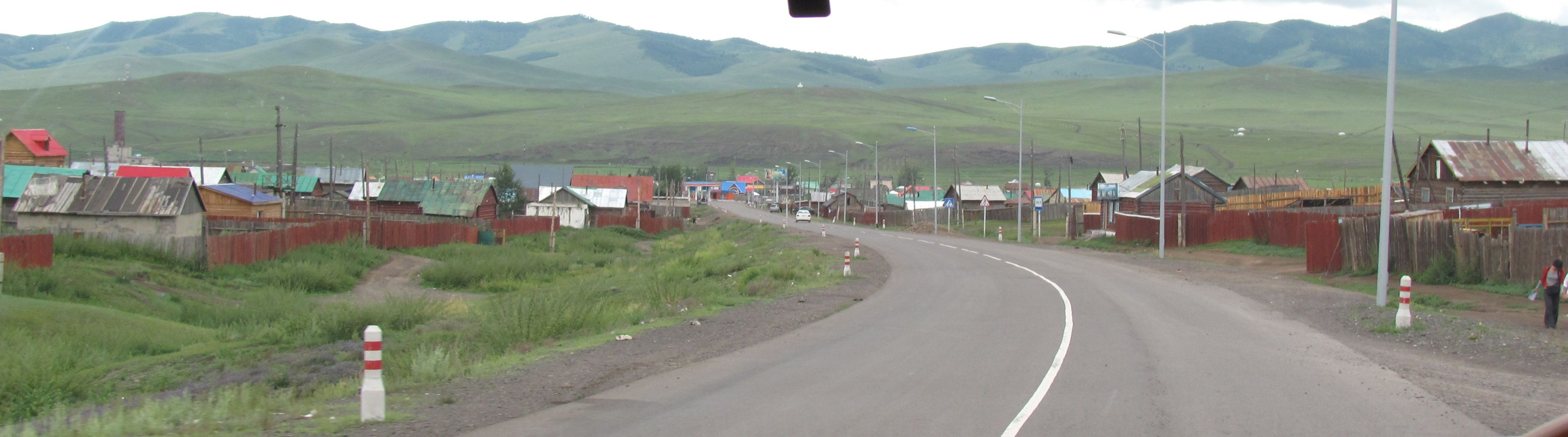
Đường phố
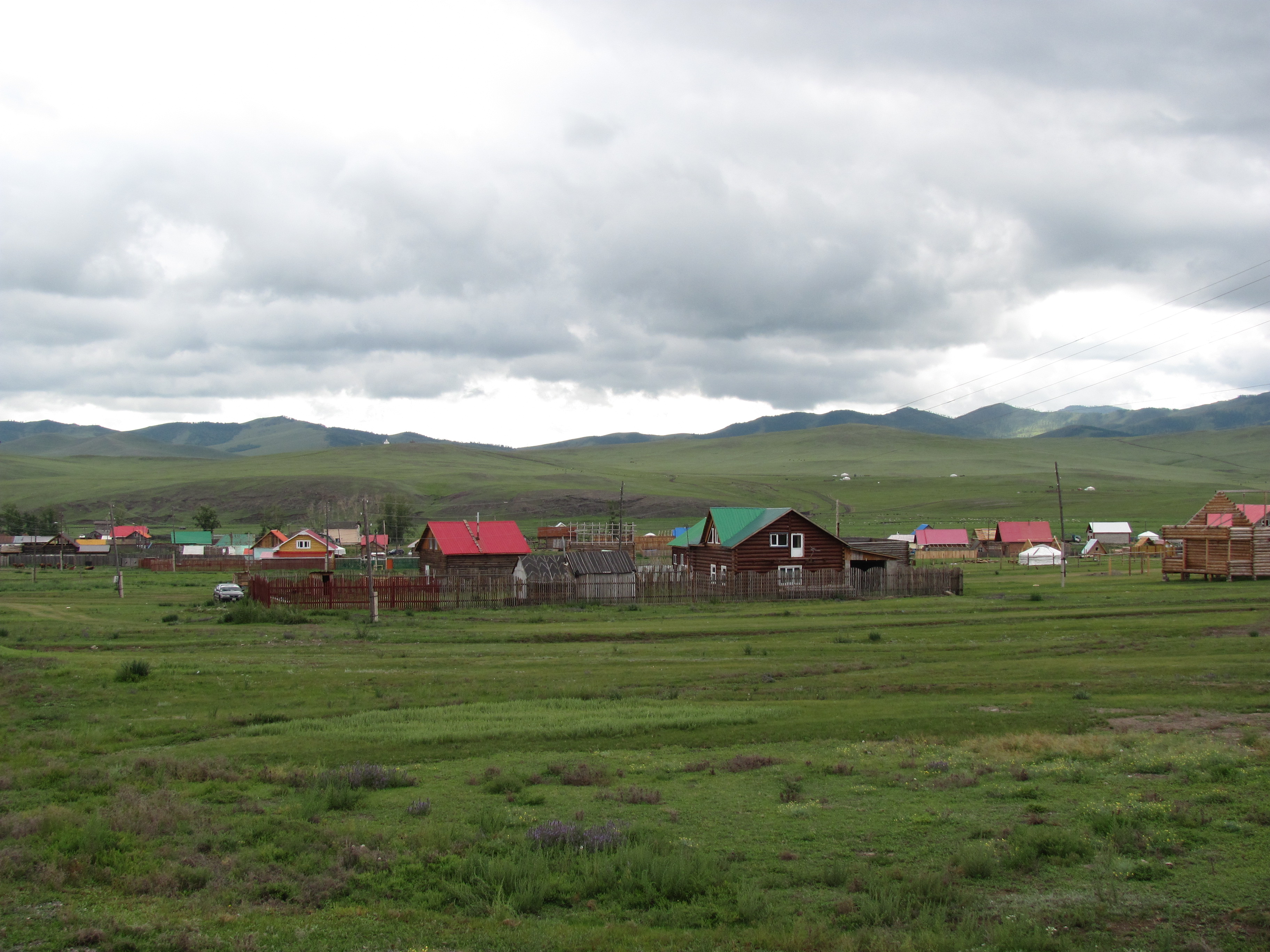
Khu vực dân cư
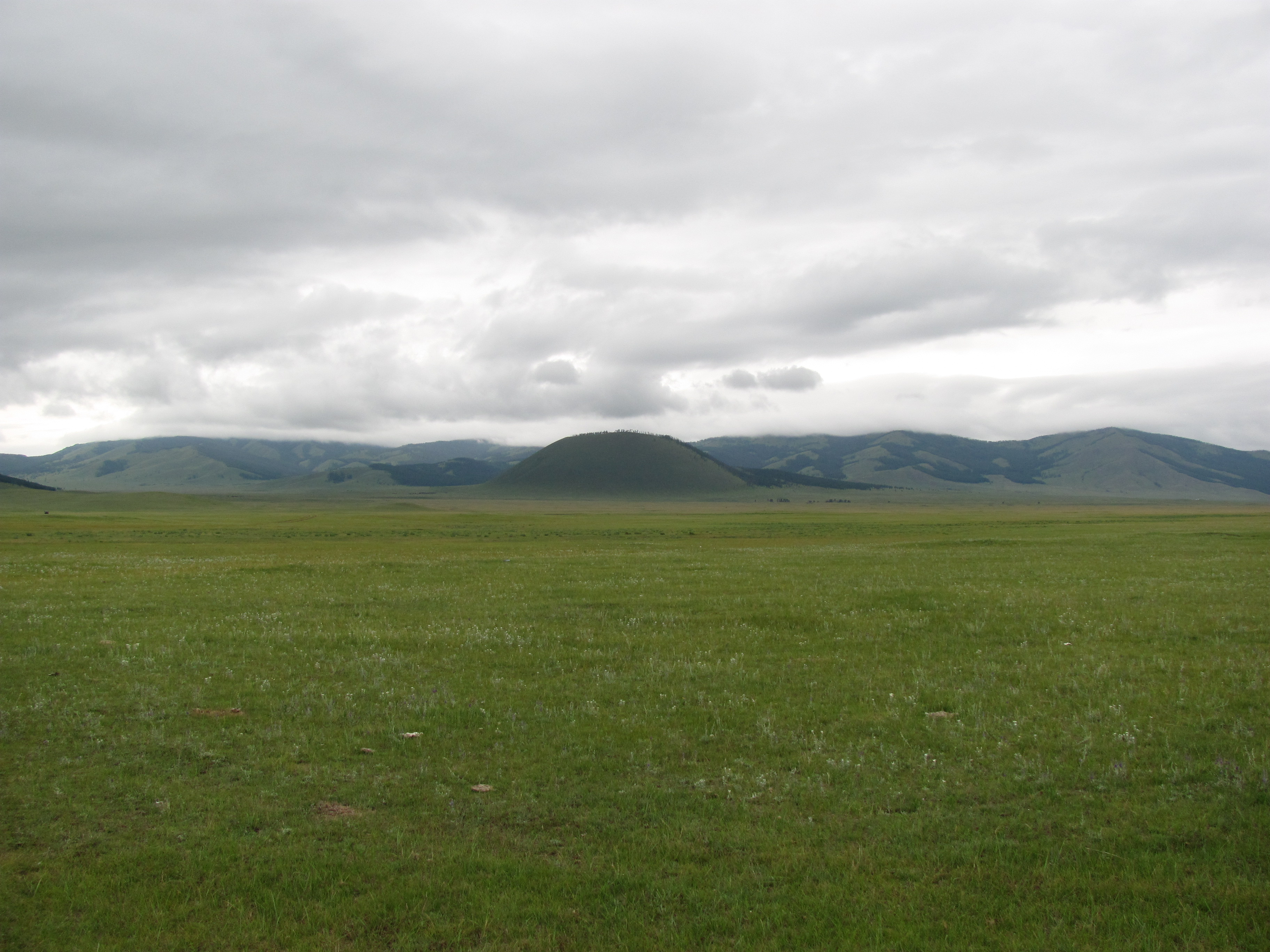
Nhìn từ Uran Uul